# Poker Face (phim truyền hình)
Poker Face là bộ phim truyền hình tội phạm của Hoa Kỳ do Rian Johnson sáng tạo cho dịch vụ phát trực tuyến Peacock. Được cách điệu thành series bí ẩn về vụ án giết người trong tuần, phim có sự tham gia của Natasha Lyonne trong vai Charlie Cale, một nhân viên sòng bạc đang chạy trốn vì đã vướng vào vài cái chết bí ẩn của những người lạ trên đường đi.
Peacock công bố dự án trong tháng 3 năm 2021, với Lyonne và Johnson đóng vai trò chỉ đạo diễn xuất. Nora Zuckerman và Lilla Zuckerman được chỉ định là nhà sản xuất. Poker Face có màn ra mắt lần đầu vào ngày 26 tháng 1 năm 2023 ngay lập tức đã nhận về sự hoan nghênh của giới phê bình. Đến tháng 2 cùng năm, loạt phim được gia hạn thêm mùa thứ hai.

## Tiền đề
Poker Face là series giết người cách điệu hóa thành một vụ án bí ẩn theo từng tuần tập trung vào sự phát triển nhân vật, với mỗi tập phỏng theo thể loại truyện trinh thám đảo ngược được phổ biến rộng rãi bởi tác phẩm nổi tiếng Columbo.
Bộ phim xoay quanh Charlie Cale, một nhân viên sòng bạc sở hữu biệt tài phát hiện nói dối bẩm sinh đi khắp nước Mỹ để chạy trốn khỏi ông chủ sau cái chết đáng ngờ. Trên chuyến hành trình, cô gặp những nhân vật đầy màu sắc và giải quyết các vụ giết người trong nhiều bối cảnh khác nhau.

## Diễn viên

### Vai chính
- Natasha Lyonne trong vai Charlie Cale, một nữ nhân viên phục vụ cocktail mang trong mình khả năng kỳ lạ có thể biết được khi nào mọi người đang nói dối.

### Vai định kỳ
- Benjamin Bratt trong vai Cliff LeGrand, trưởng bộ phận an ninh tại sòng bạc, mối quan hệ giữa anh và Charlie thường hay mâu thuẫn.[8]

### Khách mời
- Adrien Brody trong vai Sterling Frost Jr., quản lý sòng bạc nơi Charlie làm việc.[9]
- Dascha Polanco trong vai Natalie Hill, bạn thân nhất của Charlie và là người giúp việc tại sòng bạc của Frost.[10]
- Noah Segan trong vai Sheriff Parker, cảnh sát trưởng địa phương vùng Laughlin, Nevada.[11]
- Ron Perlman trong vai Sterling Frost Sr., người cha tàn nhẫn của Frost.[12]
- Hồng Châu trong vai Marge, một tài xế xe tải đơn độc sống cuộc đời ẩn dật, cô kết bạn với Charlie.
- Megan Suri trong vai Sara, nhân viên cửa hàng tiện lợi, cô lọt vào mắt xanh của cả Jed và Damian.
- Colton Ryan trong vai Jed, một thợ cơ khí không kiên định.
- John Ratzenberger trong vai Abe, chú và sếp của Jed.
- Brandon Micheal Hall trong vai Damian, nhân viên thân thiện tại Subway.
- Chelsea Frei trong vai Dana, nhân viên phục vụ quán ăn.
- Lil Rel Howery trong vai Taffy Boyle, đồng sở hữu và kinh doanh nhà hàng thịt nướng nổi tiếng.
- Danielle Macdonald trong vai Mandy Boyle, chị dâu của Taffy.
- Shane Paul McGhie trong vai Austin / Hanky T. Pickins, thư ký đài phát thanh buồn chán với biệt tài lồng tiếng.
- Larry Brown trong vai George Boyle, đồng sở hữu và đầu bếp của nhà hàng Taffy.
- Chloë Sevigny trong vai Ruby Ruin, trưởng nhóm và ca sĩ ban nhạc Doxxxology, cô đấu tranh để tìm kiếm sự thành công.
- Nicholas Cirillo trong vai Gavin, tay trống và là người hâm mộ cuồng nhiệt Doxxxology.
- Chuck Cooper trong vai Deuteronomy, nhân viên hỗ trợ của Doxxxology.
- John Darnielle trong vai Al, nghệ sĩ guitar của Doxxxology.
- G.K. Umeh trong vai Eskie, tay bass của Doxxxology.
- Judith Light trong vai Irene Smothers, cư dân của viện dưỡng lão và là bạn thân của Joyce.[13]
- S. Epatha Merkerson trong vai Joyce Harris, cư dân của nhà hưu trí và là bạn thân của Irene.[13]
- K Callan trong vai Betty, cư dân tọc mạch trong cộng đồng của Joyce và Irene.
- Reed Birney trong vai Ben / Gabriel, cư dân mới của cộng đồng Joyce và Irene.
- Simon Helberg trong vai Luca Clark, cháu trai của Ben.[14]
- Ellen Barkin trong vai Kathleen Townsend, một nữ diễn viên có sự nghiệp đang lụi tàn và có mối thù truyền kiếp với Michael.
- Tim Meadows trong vai Michael Graves, một diễn viên gần như đã nghỉ hưu có mối thù truyền kiếp với Kathleen.
- Audrey Corsa trong vai Rebecca, diễn viên trẻ thứ ba trong vở kịch của Kathleen.
- Jameela Jamil trong vai Ava, người vợ giàu có của Michael.
- Tim Blake Nelson trong vai Keith Owens, một tay đua già.[12]
- Charles Melton trong vai Davis McDowell, một tay đua trẻ.[12]
- Leslie Silva trong vai Donna Owens, vợ của Owens.
- Angel Desai trong vai Jean McDowell, mẹ của Davis.
- Jasmine Aiyana Garvin trong vai Katy Owens, con gái của Owens, cô muốn trở thành tay đua.
- Jack Alcott trong vai Randy, bạn của Davis, người đã giúp anh sửa xe.
- Nick Nolte trong vai Arthur Liptin, đồng sáng lập LAM, công ty tiên phong hiệu ứng hình ảnh.[12]
- Cherry Jones trong vai Laura, đồng sáng lập LAM.
- Luis Guzmán trong vai Raoul, nhân viên lưu trữ của LAM.
- Rowan Blanchard trong vai Lily Albern, nữ diễn viên từng tham gia bộ phim đầu tiên của LAM.
- Tim Russ trong vai Max, đồng sáng lập LAM.
- Joseph Gordon-Levitt trong vai Trey Nelson, một người đàn ông giàu có bị quản thúc tại gia vì giao dịch nội gián.[15]
- David Castañeda trong vai Jimmy Silva, người bạn xa lạ của Trey, anh điều hành một nhà nghỉ.[16]
- Stephanie Hsu trong vai Mortimer "Morty" Bernstein, một tên trộm vặt và lang thang qua đường với Charlie.[17]
- Clea DuVall trong vai Emily Cale, em gái bị ghẻ lạnh của Charlie.
- Rhea Perlman trong vai Beatrix Hasp, chủ sòng bạc đối thủ của Sterling Frost Sr.

## Tập phim
| TT. | Tiêu đề                     | Đạo diễn          | Biên kịch                                                  | Ngày phát sóng gốc  |
| --- | --------------------------- | ----------------- | ---------------------------------------------------------- | ------------------- |
| 1   | "Dead Man's Hand"           | Rian Johnson      | Rian Johnson                                               | 26 tháng 1 năm 2023 |
| 2   | "The Night Shift"           | Rian Johnson      | Alice Ju                                                   | 26 tháng 1 năm 2023 |
| 3   | "The Stall"                 | Iain B. MacDonald | Wyatt Cain                                                 | 26 tháng 1 năm 2023 |
| 4   | "Rest in Metal"             | Tiffany Johnson   | Christine Boylan                                           | 26 tháng 1 năm 2023 |
| 5   | "Time of the Monkey"        | Lucky McKee       | Wyatt Cain & Charlie Peppers                               | 2 tháng 2 năm 2023  |
| 6   | "Exit Stage Death"          | Ben Sinclair      | Chris Downey                                               | 9 tháng 2 năm 2023  |
| 7   | "The Future of the Sport"   | Iain B. MacDonald | Cốt truyện : Joe Lawson & CS Fischer Kịch bản : Joe Lawson | 16 tháng 2 năm 2023 |
| 8   | "The Orpheus Syndrome"      | Natasha Lyonne    | Natasha Lyonne & Alice Ju                                  | 23 tháng 2 năm 2023 |
| 9   | "Escape from Shit Mountain" | Rian Johnson      | Nora Zuckerman & Lilla Zuckerman                           | 2 tháng 3 năm 2023  |
| 10  | "The Hook"                  | Janicza Bravo     | Rian Johnson                                               | 9 tháng 3 năm 2023  |

## Sản xuất

### Phát triển
Dự án được công bố vào tháng 3 năm 2021, Rian Johnson là nhà sáng tạo, biên kịch, đạo diễn và điều hành sản xuất. Ông tuyên bố tác phẩm sẽ đi sâu vào "thể loại vui nhộn, hướng đến nhân vật, vụ án bí ẩn hàng tuần mà tôi đã lớn lên khi xem." Loạt phim lấy cảm hứng từ series Columbo cuối thập niên 60 của thế kỷ 20, thường được gọi là "howcatchem". Johnson cũng sử dụng Magnum, P.I., The Rockford Files, Quantum Leap, Highway to Heaven và The Incredible Hulk làm nguồn tư liệu ảnh hưởng đến giọng điệu của bộ phim, ông quan tâm đến việc "làm điều đó ở Columbo hoặc thậm chí là Quantum Leap để mỗi tập phim đều là hành trình đi sâu về mặt nhân học vào một góc nhỏ của nước Mỹ mà bạn có thể không nhìn thấy bằng cách nào khác." Vào ngày 15 tháng 2 năm 2023, Peacock làm mới dự án cho mùa thứ hai.

### Tuyển vai
Trong thông cáo báo chí dự án đã truyền thông Natasha Lyonne sẽ đóng vai nữ chính, trước đó cô được Johnson tiếp cận để cùng nhau thực hiện một dự án thủ tục. Như Johnson giải thích, vai diễn này "hoàn toàn phù hợp với cô ấy." Trong khi series và nhân vật Charlie Cale có những điểm tương đồng với Columbo, các nhà biên kịch tìm hướng phân biệt tuyến vai chính bằng cách để cô làm việc ngoài vòng pháp luật.
Do các khía cạnh thủ tục của tác phẩm, tập phim sẽ có một vài ngôi sao khách mời. Johnson lấy nguồn cảm hứng từ số lượng diễn viên xuất hiện thoáng qua trong Columbo, ông xem mỗi nhân tố khách mời là một ngôi sao của tập phim, điều này cũng giúp họ thu hút thêm nhiều minh tinh khác nữa tham gia vào dự án.
Tháng 4 năm 2022, Benjamin Bratt gia nhập loạt phim. Thay vì đóng vai khách mời, anh sẽ tái hiện nhân vật Cliff, trưởng bộ phận an ninh tại sòng bạc nơi Charlie làm việc. Khi cô bỏ trốn, Cliff sẽ đuổi theo, chi tiết này được Bratt gọi là "đồng hồ tích tắc cho buổi biểu diễn".

### Quay phim
Theo giám đốc của Ủy ban Điện ảnh Thung lũng Hudson, việc quay phim được thực hiện ở Newburgh, New York và diễn ra từ tháng 4 đến tháng 10 năm 2022 tại các địa điểm trên khắp Thung lũng Hudson. Ít nhất một tập của series ghi hình vào cuối tháng 8 năm 2022 tại vùng Albuquerque, New Mexico. Các cảnh ngoài trời quay ở Laughlin, Nevada trong tháng 9 năm 2022, khách sạn Riverside Resort Hotel & Casino tái hiện lại sòng bạc Frost hư cấu trong phim.

## Phát hành
Poker Face công chiếu lần đầu vào ngày 26 tháng 1 năm 2023 bao gồm 4 tập đầu, các tập còn lại phát hành hàng tuần sau đó.
Doanh thu quốc tế của loạt phim do nhà phân phối Paramount Global Content Distribution đảm nhận. Tác phẩm ra mắt trên Citytv+ / Citytv ở Canada và Stan tại Úc.

## Đón nhận
Poker Face nhận được sự hoan nghênh của giới phê bình kể từ khi phát hành. Trang web tổng hợp đánh giá Rotten Tomatoes báo cáo tỷ lệ tán thành là 99% với điểm trung bình 8.5/10 dựa trên 88 bài phê bình. Sự đồng thuận của các cây bút chuyên môn trên website mang nội dung: "Với Natasha Lyonne vô song như một quân át chủ bài, Poker Face là một hộp câu đố chứa những tham vọng khiêm tốn khi làm việc với một bộ bài đầy đủ." Trang Metacritic sử dụng công thức bình quân gia quyền đã cho điểm 84/100 dựa trên 40 nhà phê bình, cho thấy "sự hoan nghênh nhiệt liệt".
Trên tờ Chicago Sun-Times, Richard Roeper xếp hạng 3.5/4 sao và nhận định: "Phần hay nhất là xem Charlie của Natasha Lyonne tuyệt vời giải quyết tội ác theo cách thông minh và thường rất vui nhộn." Peter Travers viết cho ABC News cảm thấy Lyonne đã giành được "vai diễn trong sự nghiệp của cô" và gọi Poker Face là "cuộc vui hay nhất mùa phim truyền hình 2023." Linda Holmes đến từ đài phát thanh NPR cảm thấy màn trình diễn "không thể nào quên" của Lyonne đã chứng tỏ đây là "Peter Falk của thế hệ cô ấy". Nhà phê bình Ben Travers tác nghiệp cho IndieWire chấm loạt phim điểm B và tuyên bố: "Tất cả sức mạnh ngôi sao này đủ để đảm bảo ít nhất Poker Face sẽ là một trò giải trí thú vị. Tuy nhiên... thật khó để lay chuyển cảm giác rằng Poker Face không hay như nó đã có thể." Bên cạnh đó, cây bút Sophie Gilbert hoạt động trên The Atlantic tin rằng bộ phim đã thành công trong những tập đầu tiên "bằng cách chú ý đến nhịp độ cảm xúc của con người và địa điểm bị bỏ sót" nhưng lại chỉ trích tuyến nhân vật trong các tập sau vì rơi vào tình trạng trope.